# Bolboschoenus yagara
Bolboschoenus yagara — вид рослин із родини осокових (Cyperaceae), що зростає у Євразії, передусім у помірному кліматі.

## Біоморфологічна характеристика
Багаторічна трав'яниста рослина. Кореневища довгі повзучі, чорнувато-бурі, товщиною 3–6 мм, закінчені бульбою; бульба куляста до стиснено обернено яйцеподібні, 2–3 × 3–4 см, дерев'яниста, крита чорнувато-багряно-коричневою перетинчастою широкою лускою. Соломини поодинокі, прямовисні, жорсткі, 60–150 см заввишки, різко трикутні, гладкі. Листя завдовжки або більше ніж соломина, листові пластини широко лінійні, 5–10 мм ушир, ± жорсткі, з шершавими краями. Суцвіття — проста антела (англ. anthela), що складається з сидячих і не сидячих колосочків. Колосочки іржаво-коричневого кольору, від яйцеподібних до довгастих, 1–2 × 0.5–0.8(1) см, багатоквіткові. Колоскові луски іржаво-коричневі, щільно перекриті, довгасті, ≈ 7 мм, абаксіально дрібно запушені. Тичинок 3; пиляки лінійні, ≈ 4 мм. Горішок сірувато-коричневий, обернено яйцеподібний, 3-сторонній, вершина звужена до конічного короткого дзьоба; екзокарп дуже слабо розвинений.

## Середовище проживання
Зростає у Євразії від Франції до Японії. Населяє береги озер, мілководдя, болота, вологі місця.
В Україні зростає у Львівській, Вінницькій, Черкаській, Полтавській, Сумській, Харківській, Дніпропетровській і Луганській областях.

## Використання
Бульби використовуються в традиційній китайській медицині для лікування ряду захворювань.

## Галерея

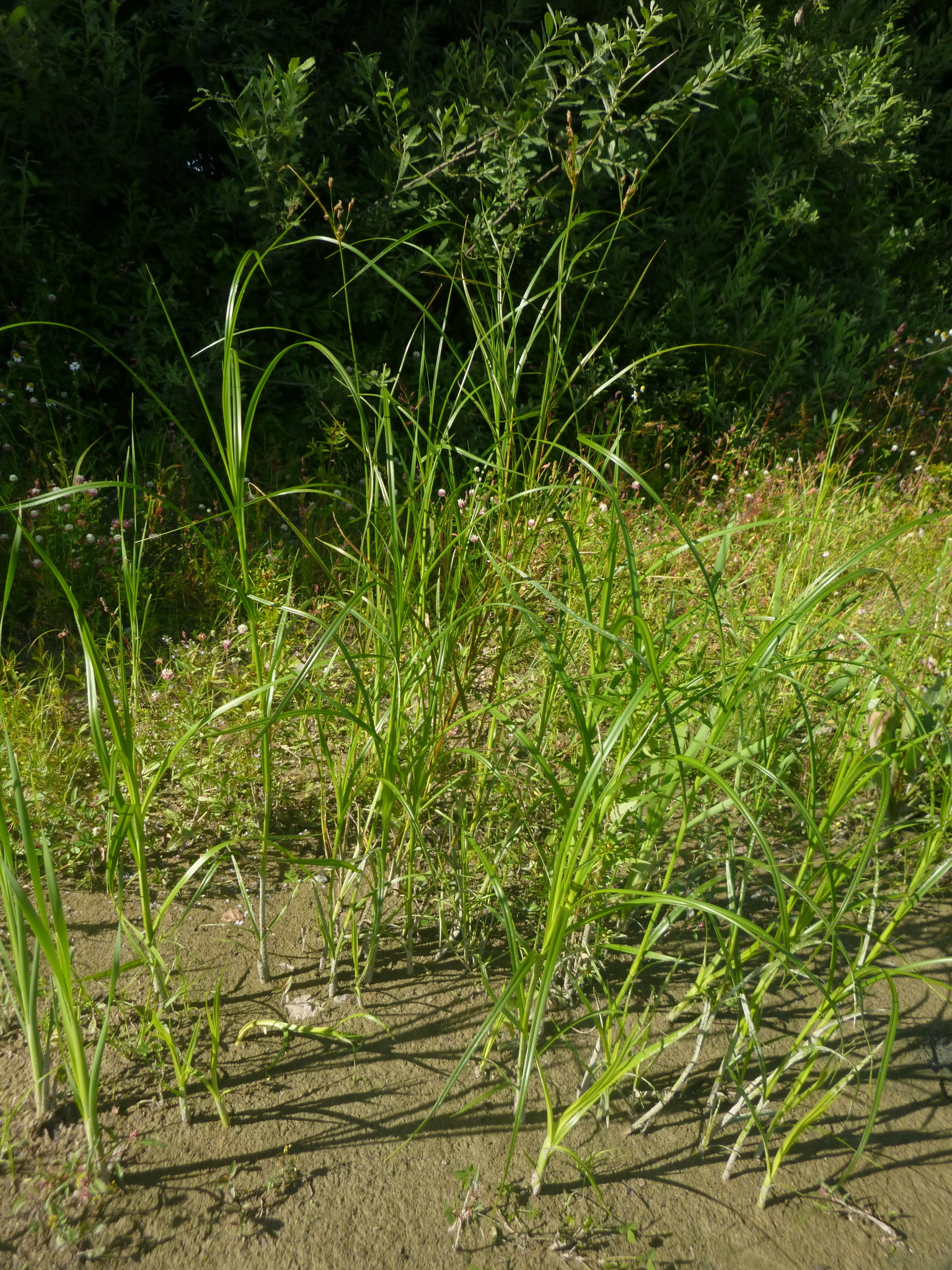
B. yagara в середовищі проживання
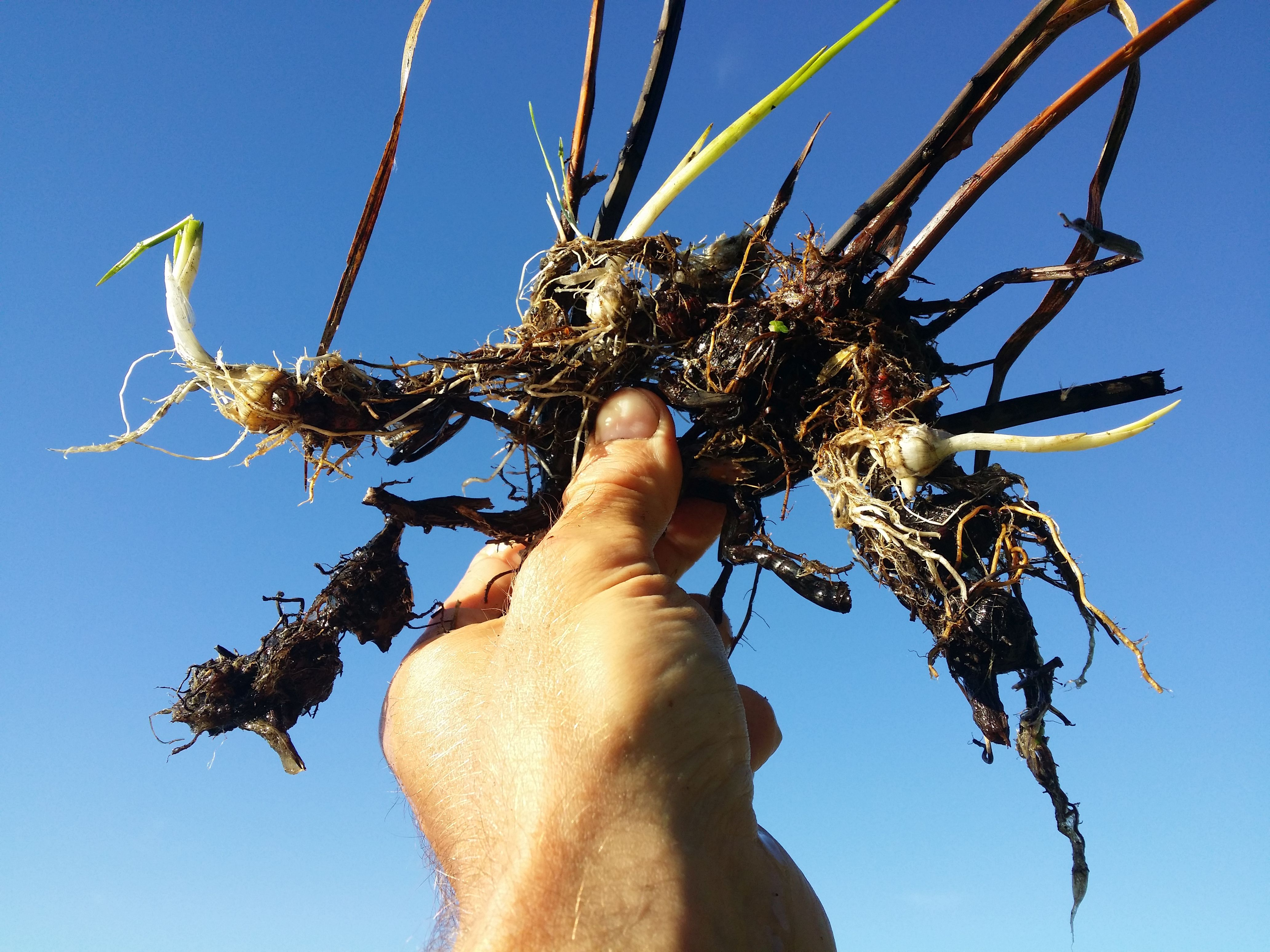
кореневище
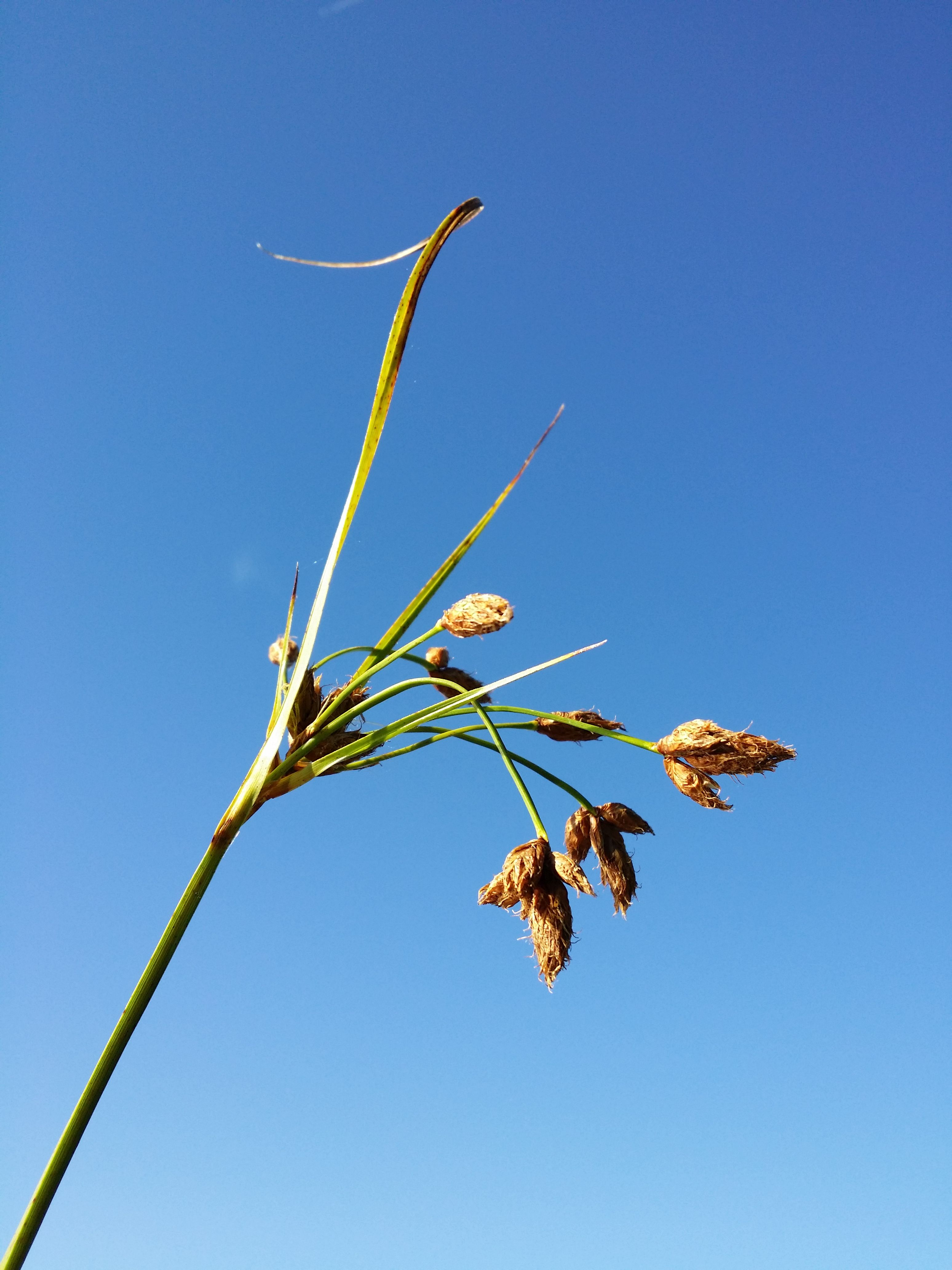
супліддя
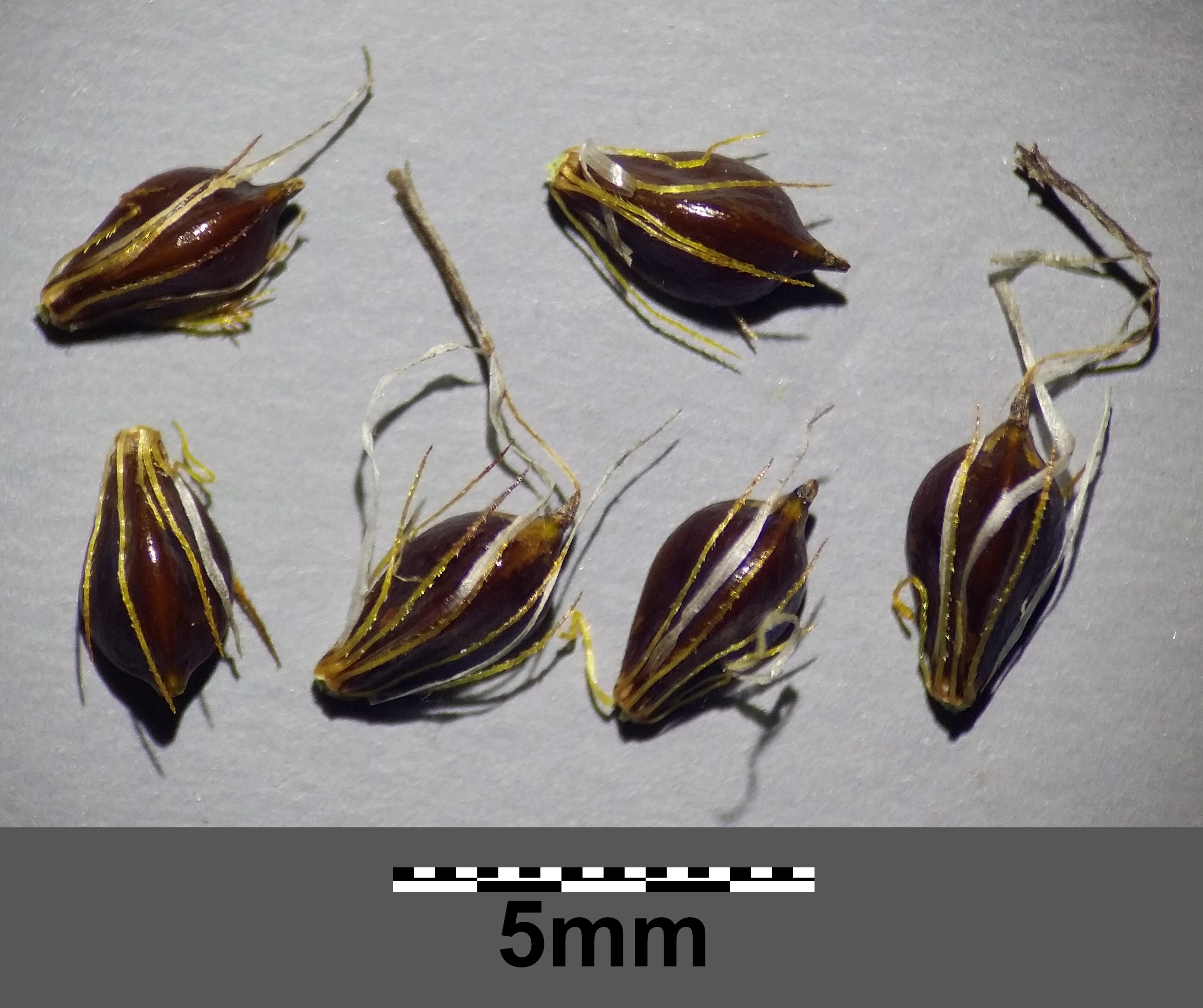
плоди
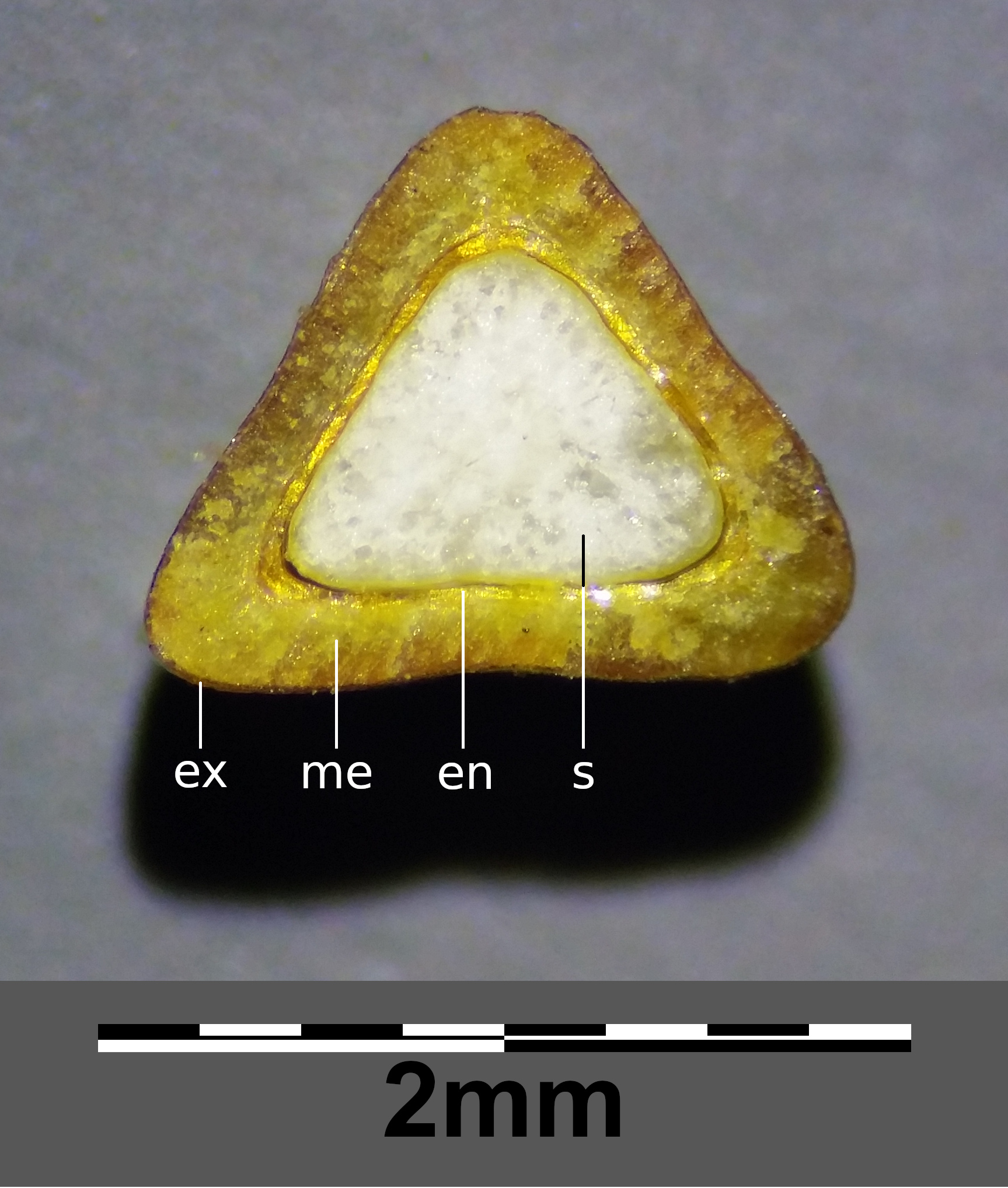
плід у розрізі: ex = екзокарп, me = мезокарп, en = ендокарп, s = насіння